# Eurema candida
Eurema candida är en fjärilsart som först beskrevs av Stoll 1782.  Eurema candida ingår i släktet Eurema och familjen vitfjärilar. Inga underarter finns listade i Catalogue of Life.

## Bildgalleri

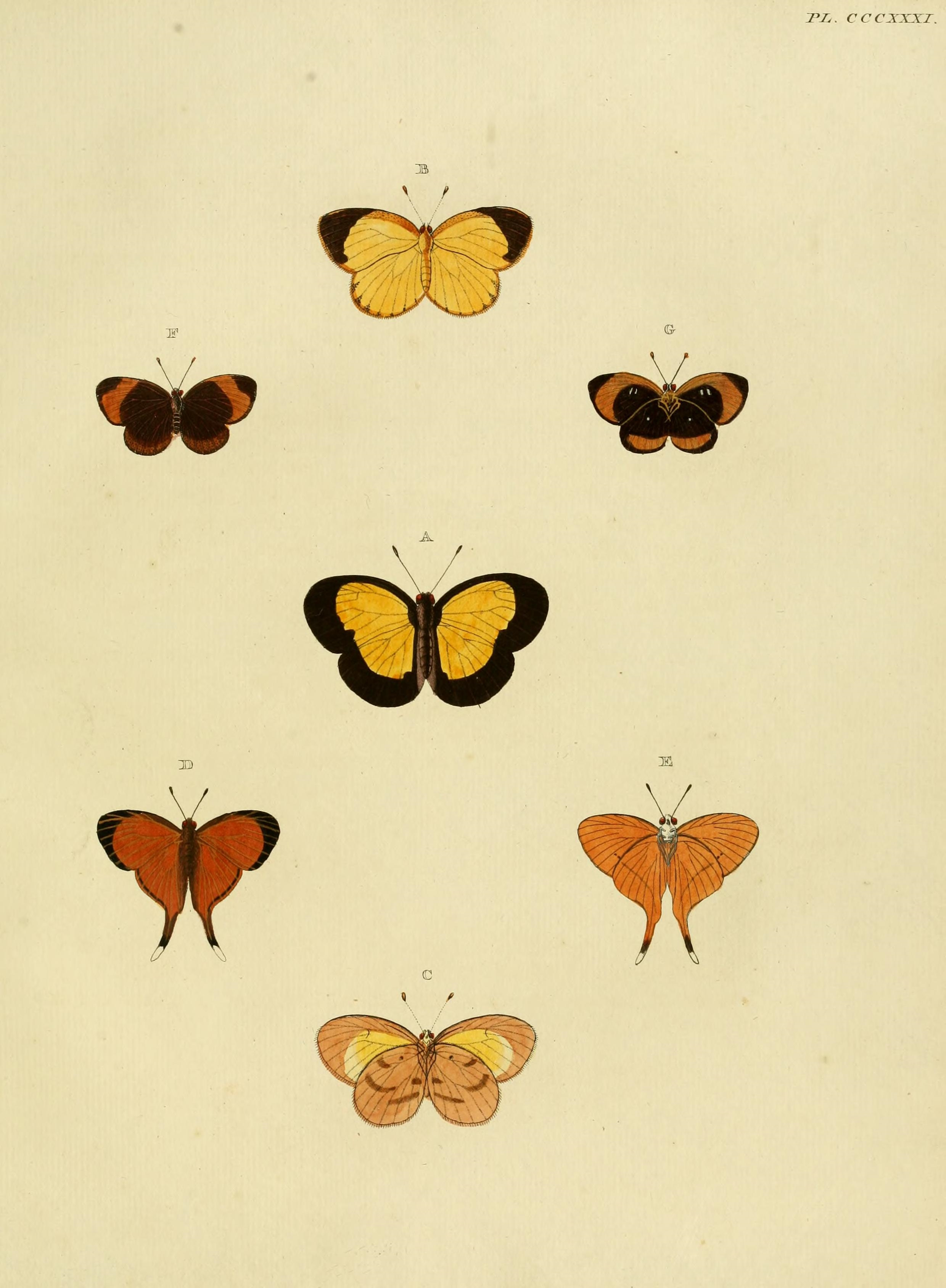